# Amauri Fernando dos Santos Ferreira
Amauri Fernando dos Santos Ferreira (Curitiba, 1943) é um ex-futebolista brasileiro. É o primeiro jogador negro a vestir a camisa do Clube Atlético Paranaense.

## Carreira
Ótimo driblador e artilheira desde a infância, jogava no time de várzea do Flamengo de Santa Quitéria e em 1957 foi convencido, pelos colegas, a participar de uma peneira no Clube Atlético Paranaense. Mesmo sabendo da dificuldade em ser aceito para jogar, sendo um menino de cor, aceitou a empreitada. Apos ser barrado e questionado na entrada do Estádio Joaquim Américo Guimarães, foi escolhido no quinto e último time formado naquela peneira. Em poucos minutos da última partida do dia, escalado como lateral-esquerdo, foi escolhido como o melhor jogador, sendo selecionado para integrar o infantil do clube. No mesmo dia foram escolhido os garotos Raul Plassmann, Alfredo Gottardi Júnior e outros que fizeram história no rubro negro curitibano.
Antes de tornar-se profissional, foi campeão juvenil em 1961 (título até então inédito no Atlético) e quarto lugar pela Seleção Amadora do Paraná que disputou o Campeonato Brasileiro de Seleções Estaduais, ocorrido na cidade do Rio de Janeiro, em 1962.
Profissionalizou-se em 1962, num amistoso do Atlético Paranaense com o time do Marcílio Dias, de Santa Catarina, onde o rubro negro paranaense ganhou por 5x2. Em 1966, foi relacionado pela imprensa brasileira a vestir a camisa da Seleção Brasileira de Futebol, mas a convocação nunca aconteceu. 
Foi campeão paranaense pelo Atlético em 1970 e em 1972, após um desentendimento com o clube, abandonou o futebol. Formou-se em Educação Física e tornou-se professor da rede estadual de ensino.